# تولیری (داکوتای جنوبی)
تولیری(به انگلیسی: Tulare) شهری در ایالت داکوتای جنوبی کشور ایالات متحده آمریکا است که جمعیت آن در سرشماری سال ۲۰۱۰ میلادی، ۲۰۷ نفر بوده‌است.